# 1854 en arts plastiques
| Années des arts plastiques : 1851 - 1852 - 1853 - 1854 - 1855 - 1856 - 1857    |
| Décennies des arts plastiques : 1820 - 1830 - 1840 - 1850 - 1860 - 1870 - 1880 |

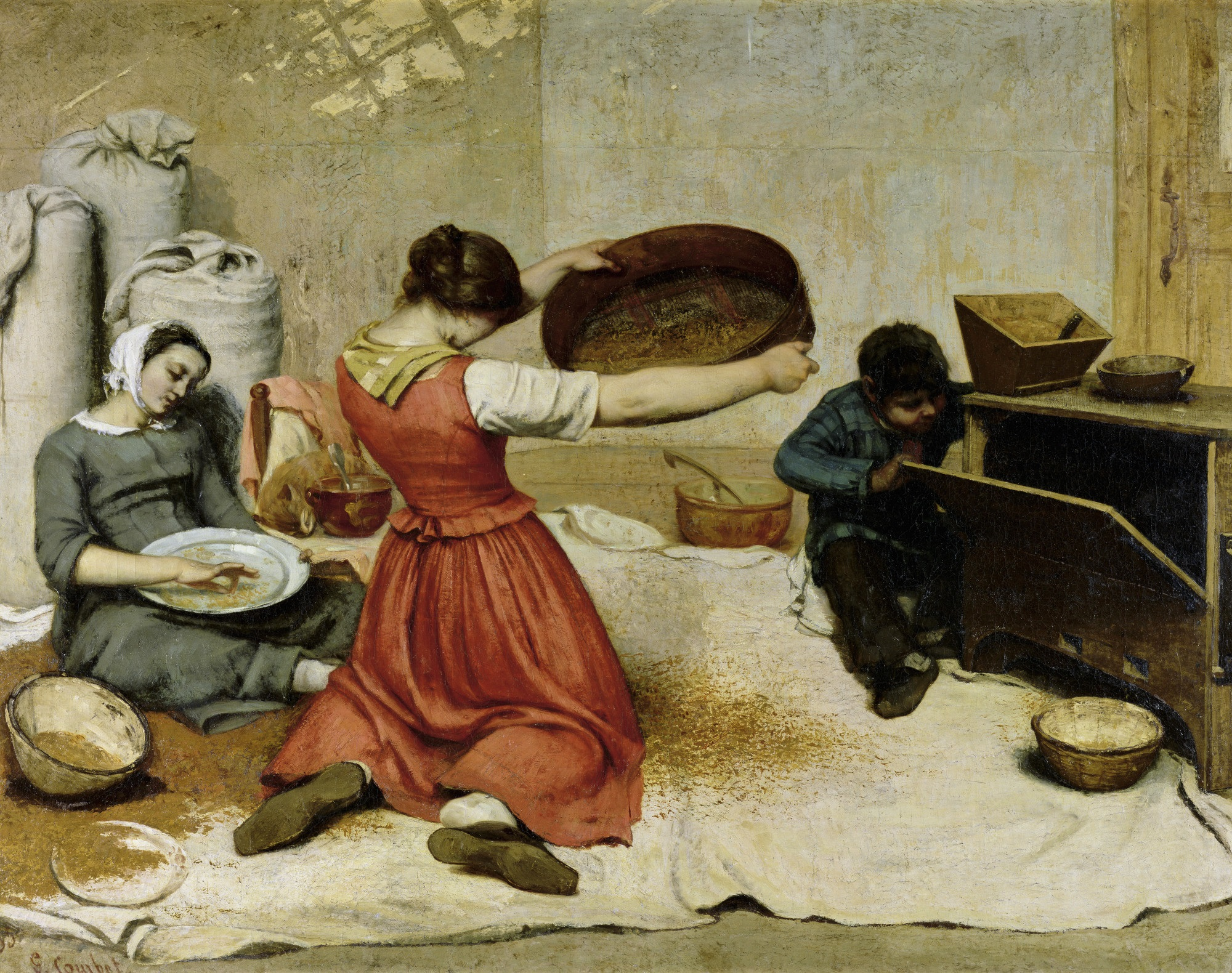
Les Cribleuses de blé, Gustave Courbet.

Cette page concerne l'année 1854 en arts plastiques.

## Événements
- 6 août - 1 novembre : ouverture du Salon de Bruxelles de 1854[1].

## Œuvres
- Bonjour Monsieur Courbet, tableau de Gustave Courbet.
- La Lumière du monde, tableau de William Holman Hunt.
- Jeanne d'Arc au sacre du roi Charles VII, tableau de Jean-Auguste-Dominique Ingres.
- Sentinelle croate au poste d'Agram, tableau de Louis Gallait.

## Naissances
- 1er janvier : Verner Åkerman, sculpteur suédois († 6 février 1903).
- 10 janvier : Henry Detouche, peintre, dessinateur, aquarelliste, graveur, lithographe, écrivain et critique d'art français († 12 mars 1913).
- 11 janvier : Louis Maurice Pierrey, peintre français († 23 juin 1912),
- 14 janvier : Auguste Jouve, photographe, céramiste et peintre français († 14 novembre 1936),
- 17 janvier : Antonio Moscheni, frère jésuite, missionnaire et peintre religieux italien († 15 novembre 1905),
- 20 janvier : Émile Bastien-Lepage, peintre français († 19 janvier 1938),
- 29 janvier : Georges-Henri Manesse, peintre, aquarelliste, graveur et illustrateur français († 10 décembre 1941),
- 4 février : Franz Courtens, peintre belge († 2 janvier 1943),
- 7 février : Charles Francisque Raub, peintre français († 4 septembre 1926),
- 10 février : Giovanni Muzzioli, peintre italien († 5 août 1894),
- 13 février : Maxmilián Pirner, peintre et enseignant austro-hongrois puis tchécoslovaque († 2 avril 1924),
- 20 février : Désiré Lubin, peintre français († 4 juin 1929),
- 25 février : Émile Dezaunay, peintre et graveur français († 4 juin 1938),
- 27 février : Auguste Raynaud, peintre français († 21 décembre 1937),
- 12 mars : Christian Skredsvig, peintre et écrivain norvégien († 19 janvier 1924),
- 23 mars : René Henri Ravaut, peintre français († 23 avril 1913),
- 25 mars : Gabriel Biessy, peintre français († 1935),
- 10 avril : Albert-Antoine Lambert, peintre français († 27 août 1925),
- 12 avril : Paul Louchet, bronzier, ciseleur, sculpteur, peintre et graveur français († 16 août 1936),
- 13 avril : Wilhelm Claudius, peintre, illustrateur et dessinateur allemand († 25 septembre 1942),
- 16 avril : Auguste Félix Bauer, peintre d'histoire français († 1933),
- 19 avril : Charles Angrand, peintre néo-impressionniste français de l'École de Rouen († 1er avril 1926),
- 24 avril : Albert Fourié, sculpteur, peintre et illustrateur français († 17 décembre 1937),
- 1er mai : William Percy French, compositeur, parolier et auteur d'aquarelles irlandais († 24 janvier 1920),
- 21 mai : John Frederick Peto, peintre américain († 23 novembre 1907),
- 25 mai : Joannès Drevet, peintre et graveur français († 12 juin 1940),
- 26 mai : Augustin Marcotte de Quivières, peintre français († 23 février 1907),
- 5 juin : Iouri Pen, peintre russe puis soviétique († 1er mars 1937),
- 13 juin : Jenny Nyström, peintre et illustratrice suédoise († 17 janvier 1946),
- 26 juin : Louis Sérendat de Belzim, peintre mauricien et français († 25 mars 1933),
- 15 juillet : Jacek Malczewski, peintre polonais († 8 octobre 1929),
- 20 juillet : Marie Petiet, peintre portraitiste française († 16 avril 1893),
- 23 juillet : Norbert Gœneutte, peintre, graveur et illustrateur français († 9 octobre 1894),
- 30 juillet :
  - Auguste-Antoine Durandeau, peintre et décorateur français († 1941),
  - Alfred Smith, peintre post-impressionniste français († 3 novembre 1936),
- 17 août : Georges Dubosc, peintre et journaliste français († 18 juin 1927),
- 6 septembre : Jan Monchablon, peintre français († 2 octobre 1904),
- 11 septembre : Hippolyte Petitjean, peintre français († 18 septembre 1929),
- 16 septembre : Armand Berton, peintre, illustrateur et graveur français († 1927),
- 18 septembre : Fausto Zonaro, peintre italien († 19 juillet 1929),
- 20 septembre : Fernand Quignon, peintre français († 31 janvier 1941),
- 30 septembre : Léon-Gustave Ravanne, peintre français († 14 octobre 1904),
- 14 octobre :
  - Gabriel de Cool, peintre français († novembre 1936),
  - Henry Tenré, peintre français († 29 janvier 1926),
- 17 octobre : Jeanne Alaux, peintre et dessinatrice française († 5 février 1908),
- 19 octobre :
  - Alfred Melot, peintre français († 31 juillet 1941),
  - Sergueï Vassilkovski, peintre russe († 7 octobre 1917),
- 20 octobre : Édouard Michel-Lançon, peintre français († 1931),
- 21 octobre : Leonard Ochtman, peintre impressionniste américain d'origine néerlandaise († 27 octobre 1934),
- 22 octobre : Gaston de La Touche, peintre, graveur, illustrateur et sculpteur français († 12 juillet 1913),
- 24 octobre : Louis Braquaval, peintre français († 19 novembre 1919),
- 25 octobre : Daniel Ihly, peintre suisse († 19 janvier 1910),
- 31 octobre :
  - Rémy Cogghe, peintre belge († 2 avril 1935),
  - Hermann Hendrich, peintre allemand († 18 juillet 1931),
- 9 novembre : Hugo Mühlig, peintre allemand († 16 février 1929),
- 11 décembre: Eugène Galien-Laloue, peintre et graveur français († 18 avril 1941),
- 16 novembre :
  - Louis-Alexandre Cabié, peintre français († 26 février 1939),
  - Luigi Gioli, peintre italien († 27 octobre 1947),
- 14 décembre : Vojtěch Hynais, peintre austro-hongrois puis tchécoslovaque († 22 août 1925),
- 21 décembre : Victor-Jean Daynes, peintre français († 1930),
- 23 décembre : Adrian Stokes, peintre britannique († 30 novembre 1935),
- 30 décembre : Enrico Giannelli, peintre italien († 15 juillet 1945),

- ? :
  - Marguerite Arosa, peintre français († 1903),
  - Eugène-Louis Chayllery, peintre français († 8 août 1926),
  - Frédéric Samuel Cordey, peintre français († 1911),
  - Manuel Luque, peintre, dessinateur, caricaturiste et lithographe espagnol († 9 novembre 1924),
  - Napoleone Parisani, peintre italien († 1932).

## Décès
- 6 janvier : Luigi Vacca, peintre italien (° 1778),
- 13 janvier :  Marie Octavie Sturel Paigné, peintre française (° 9 mai 1819),
- 17 février : John Martin, peintre britannique (° 19 juillet 1789),
- 1er avril : Henriette Lorimier, portraitiste française (° 7 août 1775),
- 2 mai : Sulpiz Boisserée, artiste allemand (° 2 août 1783),
- 29 juillet : Pierre Duval Le Camus, peintre, dessinateur et lithographe français (° 13 février 1790),
- 12 août : Antoine Chazal, peintre et graveur français (° 8 novembre 1793),
- 14 août : Pietro Nocchi, peintre néoclassique italien (° 11 juin 1783),
- 20 septembre : Frederick Catherwood, illustrateur et architecte britannique (° 27 février 1799),
- 27 octobre : Théodore de Jolimont, peintre et lithographe français (° 8 février 1787),
- 21 novembre : Thomas Degeorge, peintre français (° 8 octobre 1786),
- 24 novembre : Carl Joseph Begas, peintre allemand (° 30 septembre 1794),
- ? : Michele Ridolfi, peintre italien (° 1793).